# قبيلة تمسمان

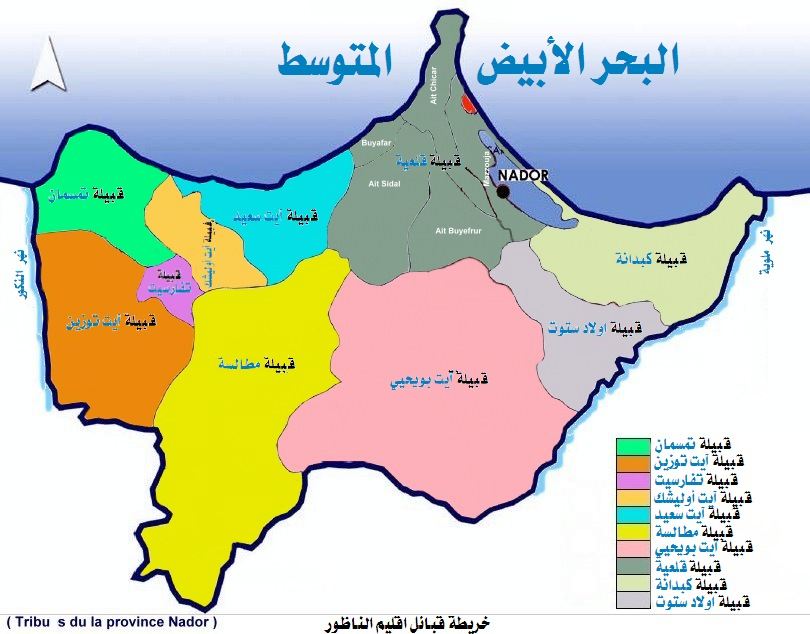
موقع قبيلة تمسمان في اقليم الناظور شمال المغرب

قبيلة تمسمان إحدى قبائل الريف ( شمال المغرب) في إقليم الدريوش.

## وصلات داخلية
- تمسمان (المدينة).
- جماعة تمسمان
- سوق خميس تمسمان
- مركزها كرونة

## وصلات خارجية
شبكة تمسمان للمعلومات